# Bohumil Ženišek
Bohumil Ženišek (1890–1957) cseh nemzetközi labdarúgó-játékvezető. Egyes források William Zenisek néven jegyzik.

## Pályafutása

### Nemzeti játékvezetés
1919-ben vizsgázott, 1922-ben lett az I. Liga játékvezetője. A nemzeti játékvezetéstől 1934-ben vonult vissza.

### Nemzetközi játékvezetés
A Csehszlovák labdarúgó-szövetség Játékvezető Bizottsága (JB) terjesztette fel nemzetközi játékvezetőnek, a Nemzetközi Labdarúgó-szövetség (FIFA) 1924-től tartotta nyilván bírói keretében.  Több nemzetek közötti válogatott és klubmérkőzést vezetett, vagy működő társának partbíróként segített. Az aktív nemzetközi játékvezetéstől 1934-ben búcsúzott. Válogatott mérkőzéseinek száma: 4.

#### Labdarúgó-világbajnokság
A világbajnoki döntőhöz vezető úton Olaszországba a II., az 1934-es labdarúgó-világbajnokságra a FIFA JB bíróként/partbíróként alkalmazta. A világbajnokságon Iváncsics Mihály és Pedro Escartín játékvezetőkkel 4-4 alkalommal voltak partbírók. Partbírói mérkőzéseinek száma: 4.

##### 1934-es labdarúgó-világbajnokság

###### Világbajnoki mérkőzés
| Időpont         | Helyszín                        | Mérkőzés típusa         | Mérkőzés                  | Játékvezető | Eredmény | Nézők száma |
| --------------- | ------------------------------- | ----------------------- | ------------------------- | ----------- | -------- | ----------- |
| 1934. május 24. | Nazionale PNF Stadion, Róma     | egyik nyolcaddöntő      | Olaszország–Amerika       | René Mercet | 7 – 1    | 25 000      |
| 1934. május 31. | Giovanni Berta Stadion, Firenze | egyik negyeddöntő       | Olaszország–Spanyolország | Louis Baert | 1 – 1    | 35 000      |
| 1934. június 1. | Giovanni Berta Stadion, Firenze | megismételt negyeddöntő | Olaszország–Spanyolország | René Mercet | 1 – 0    | 43 000      |
| 1934. június 3. | San Siro Stadion, Milánó        | egyik elődöntő          | Olaszország–Ausztria      | Ivan Eklind | 1 – 0    | 35 000      |

#### Nemzetközi kupamérkőzések

##### Közép-európai kupa
Az induló Mitropa Kupában játékvezetőként kapott feladatot.
| Időpont             | Helyszín                         | Mérkőzés típusa   | Mérkőzés                       | Eredmény |
| ------------------- | -------------------------------- | ----------------- | ------------------------------ | -------- |
| 1927. augusztus 21. | Gradski stadion u Poljudu, Split | egyik negyeddöntő | HNK Hajduk Split–SK Rapid Wien | 0 – 1    |